# Goucher College

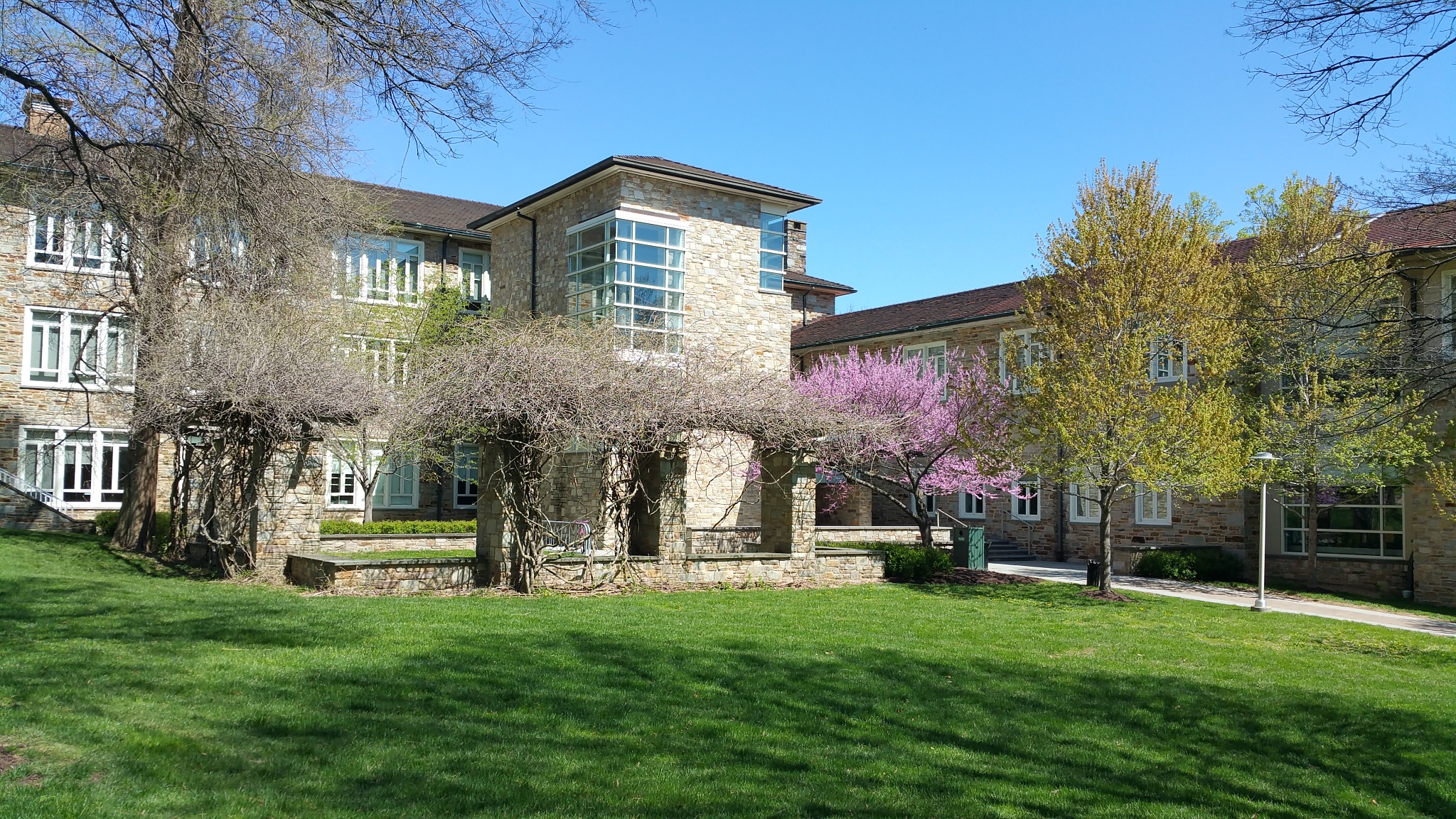

Das Goucher College ist eine private Universität in Towson im Baltimore County im Norden des US-Bundesstaats Maryland.
Es hat (Stand 2019) 1480 undergraduierte und 700 postgraduierte Studenten. 
Das College wurde 1885 als Women’s College of Baltimore durch die Bischöfliche Methodistenkirche gegründet und 1910 nach seinem Gründer John Franklin Goucher und dessen 1902 verstorbener Frau Mary Fisher Goucher benannt. 1953 zog es von Baltimore nach Towson um. Bis 1986 war es eine Frauenuniversität und als solche eine der führenden Frauenuniversitäten der USA.